# Gilles Martineau
Gilles Martineau was de directeur van de Ford France-competitie van 1991 tot 2002, verantwoordelijk voor het Frans Kampioenschap en het Europees Kampioenschap voor Formule Ford, zowel voor de constructeurs van rally's, circuits and Andros Trophy. Ook was hij betrokken in de Rally-Raid samen met Bruno Saby en Jean-Louis Schlesser en competitie-Directeur van Nissan-Europa van 2003 tot 2005 en Team-Manager van het Nissan Rally-Raid Team, met rijders zoals Ari Vatanen, Colin McRae en Giniel de Villiers.